# Boelat Sarijev
Boelat Sarijev (Oral, 26 september 1991) is een Kazachs voetbalscheidsrechter. Hij is in dienst van FIFA en UEFA sinds 2021. Ook leidt hij wedstrijden in de Premjer-Liga.
Op 28 juli 2022 leidde Sarijev zijn eerste wedstrijd in internationaal verband, toen FK Čukarički en RFCU Luxemburg tegen elkaar speelden in de tweede voorronde van de UEFA Europa Conference League; het eindigde in 4–0 en Sarijev gaf vier gele kaarten. Op 18 november 2023 leidde hij zijn eerste interland, toen Wit-Rusland met 1–0 won van Andorra. Tijdens dit duel kregen één Wit-Rus en drie Andorrezen een gele kaart van de Kazachse leidsman.

## Interlands
| Datum            | Plaats                    | Wedstrijd             | Uitslag | Competitie             | Kreeg geel | Kreeg voor de tweede keer geel en dus rood | Weggestuurd |
| ---------------- | ------------------------- | --------------------- | ------- | ---------------------- | ---------- | ------------------------------------------ | ----------- |
| 18 november 2023 | Boedapest, Hongarije      | Wit-Rusland – Andorra | 1 – 0   | EK 2024 kwalificatie   | 4          | 0                                          | 0           |
| 16 november 2024 | Andorra la Vella, Andorra | Andorra – Moldavië    | 0 – 1   | Nations League 2024/25 | 7          | 0                                          | 0           |

Laatst bijgewerkt op 19 november 2024.